# Кавитация
Кавитацията е явление, свързано образуването на мехурчета пара в течности в резултат на местно понижение на налягането, например при преминаване на интензивна акустична вълна. В мехурчето може да постъпят и разтворени в течността газове. Придвижвайки се парното мехурче попада в зони на течността с повишено налягане и парите много бързо кондензират. На мястото на парното мехурче се получава вакуумна празнина, последвана от имплозия. Околната течност се устремява с висока скорост към центъра където срещайки се частиците на течността предизвикват микроскопичен хидравличен удар и местно налягане с много висока стойност. По различни данни и при различни условия от 1000 до 10 000 кг/см². Полученото ударно налягане може да предизвика точкови деформации (шупли, вдлъбнатини, каверни) по повърхността на твърди тела, попадащи под непосредственото му въздействие. Те постепенно се разширяват и увеличават по размер.
Кавитационни ефекти се наблюдават при водни турбини, корабни витла или при машинни части, които работят в хетерогенна среда (напр. работното колело на центробежните помпи), при всички процеси където се наблюдава смесване на пари с течности. При продължително въздействие кавитацията е разрушителна за строителните и машинни конструктивни елементи, тя предизвиква износване, деформации, спукване, скъсване или други повреди.
Кавитацията може да бъде и полезна в определени случаи, когато е необходимо разрушение; с подобна цел се прилага в промишлеността, медицината, военната техника и други области.